# 쿠릴리안 밥테일
쿠릴리안 밥테일(Kurilian Bobtail)은 러시아 쿠릴 열도와 사할린섬, 러시아 캄차카반도에서 유래한 고양이의 한 품종이다. 단모종과 장모종 모두 있으며, 뚜렷하게 짧고 푹신한 꼬리를 갖고 있다. 등쪽은 앞다리보다 뒷다리가 긴 약간 아치형으로 되어 있는데, 이는 맹크스와 비슷하다.  이 품종은 쿠릴 열도 밥테일, 쿠릴 밥테일, 쿠릴스크 밥테일이라고도 불리며, "밥테일"이 없이 쿠릴리안으로 쓰이기도 한다. 원래의 단모종은 자연 품종이다. 20세기 중반부터 러시아와 유럽의 다른 지역에서, 특히 설치류 사냥 능력으로 인기를 끌었지만, 북아메리카에서는 희귀하게 남아있었다. .
쿠릴리안은 국제고양이협회(TICA)와 국제고양이연맹(FIFE)에 의해 "고급 신품종"으로 간주되는 단모와 약간 짧은 장모 한 쌍의 품종으로 인정받고 있다. 세계고양이연맹(WCF)은 이들을 단일 품종으로 인정하고 있다. 2011년 고양이 애호가 협회(CFA)는 이 품종을 인정하지 않았다.
둘 다 꼬불꼬불하고 짧은 꼬리를 갖지만, 일본 밥테일 종은 더 가늘고, 각지고, 덜 꼬불꼬불하다. 쿠릴리안은 러시아 서부와 핀란드의 비슷한 이름인 카렐리안 밥테일에게서 유래한 것으로 보이기에 두 종의 유래가 같다고 볼 수 없다.
유전학 연구는 그 품종이 다른 종들과 관련이 있다는 것을 증명한다. 일본의 밥테일과 꼬리가 없는 짧은 맨스가 세계의 떨어진 섬에서 독립적으로 생겨났듯이, 쿠릴의 단발꼬리는 섬의 생물지리학의 제한된 유전적 다양성 때문에 쿠릴과 사할린 섬에서 흔하게 된 고립된 자연 돌연변이일 수 있다.

## 기원
비록 러시아의 최동단 지점부터 일본 홋카이도 섬 끝까지 이어지는 쿠릴 열도로 알려진 일련의 섬들에서 오랜 역사를 가진 일본의 토착종이지만, 본고장 이외에서는 잘 알려져 있지 않다. 이 품종은 쿠릴 열도가 러시아 소유이기 때문에 일본 밥테일과는 별개의 러시아 원주민 품종으로 개발 및 홍보되고 있다. 1994년 WCF에 채택되었다.

## 특징
야생에서 이 고양이는 뛰어난 낚시꾼이자 사냥꾼으로, 이로 쿠릴리안 밥테일이 물놀이를 좋아하는 이유를 설명할 수 있다. 그렇다고 야생적인 성격이 평소 드러나지는 않는다. 오히려 영리하고 온화한 성격으로 알려져 있다.
주로 꼬불꼬불한 꼬리와 짧은 꼬리를 가진 것으로 알려져 있다. 짧은 털 또는 긴 털을 갖고 있으며, 꼬리는 2~10개의 척추뼈를 가지고 있다. 뒷면은 약간 아치형이고 뒷다리는 앞다리보다 길다. 중형에서 대형묘이며, 근육질 체격과 둥근 직사각형, 넓은 얼굴을 갖고 있다. 눈 색깔은 털 색깔과 일치한다. 노란색과 녹색이 주로 관찰된다. 주로 단발과 중장발이며, 색상이 다양하다. 가장 흔한 털 색깔은 빨강, 회색, 단꼬리 줄무늬이다. 희귀한 이유 중 하나는 한 번에 두 세 마리밖에 출산하지 못하기 때문이다. 쿠릴리안 밥테일의 수명은 15년에서 20년 사이인데, 이는 그들의 품종이 야생에서 유래되기 때문이다.